# ژیسکو مونوز
فرانسیسکو خاویر مونوز لومپارت (متولد ۵ سپتامبر ۱۹۸۰) معروف به ژیسکو، بازیکن سابق و مربی فوتبال اهل اسپانیا است که پست وینگر چپ بازی می‌کرد.
او در ۹ فصل لالیگا ۱۹۴ بازی انجام داد و ۲۰ گل به ثمر رساند، چهار سال را در بتیس گذراند، وی همچنین سابقه بازی در باشگاه‌های والنسیا، تنریف، ریکراتیوو، رئال بتیس، لوانته، دینامو تفلیس و خیمناستیک تاراگونا را دارد و در سال ۲۰۰۴ با والنسیا قهرمان جام یوفا شد. از سال ۲۰۱۱ او چهار فصل در گرجستان با دینامو تفلیس بازی کرد.
در سال ۲۰۱۹ ژیسکو به عنوان بخشی از تیم فنی دوباره به دینامو تفلیس پیوست و در سال ۲۰۲۰ سرمربی این باشگاه شد. در دسامبر ۲۰۲۰ او به سمت سرمربیگری واتفورد منصوب شد و در اولین فصل خود به لیگ برتر صعود کرد.